# سمير أبي راشد
سمير أبي راشد (1947 -29 نوفمبر 2021) هو رسام لبناني. يمثل عمله تأثير السريالية على الرسامين في الشرق الأوسط، ويعبر من خلال التنفيذ الفني الدقيق و"الفوتوغرافي" تقريبًا، عن عالم مثير وغير واعي من الأحلام والرموز.

## حياته
سمير من مواليد بيروت عام 1947، أكمل دراسته الأولية والثانوية فيها، وحاصل على شهادة من الأكاديمية اللبنانية للفنون الجميلة، وبعد إكمال دراسته انتقل إلى باريس للتخصص في مجال فنّ البورتريه، وأقام العديد من المعارض في الوطن العربي، ودول أجنبية، مثل أمريكا وفرنسا، واليابان، حتى وفاته في 29 نوفمبر 2021.

## جوائز وتكريمات
- حاصل على جائزة صالون متحف سرسق.
- حاصل على جائزة سعيد عقل للفنانين المبدعين دولورييه في باريس 1975.
- حاصل على جائزة الشراع الذهبي في معرض الكويت 1981.
- حاصل على جائزة الجيش اللبناني 1984.
- كرم من قبل الحركة الثقافية في أنطلياس عام 2014.[10]

## روابط خارجية
- أعمال سمير أبي راشد